# زنجفر

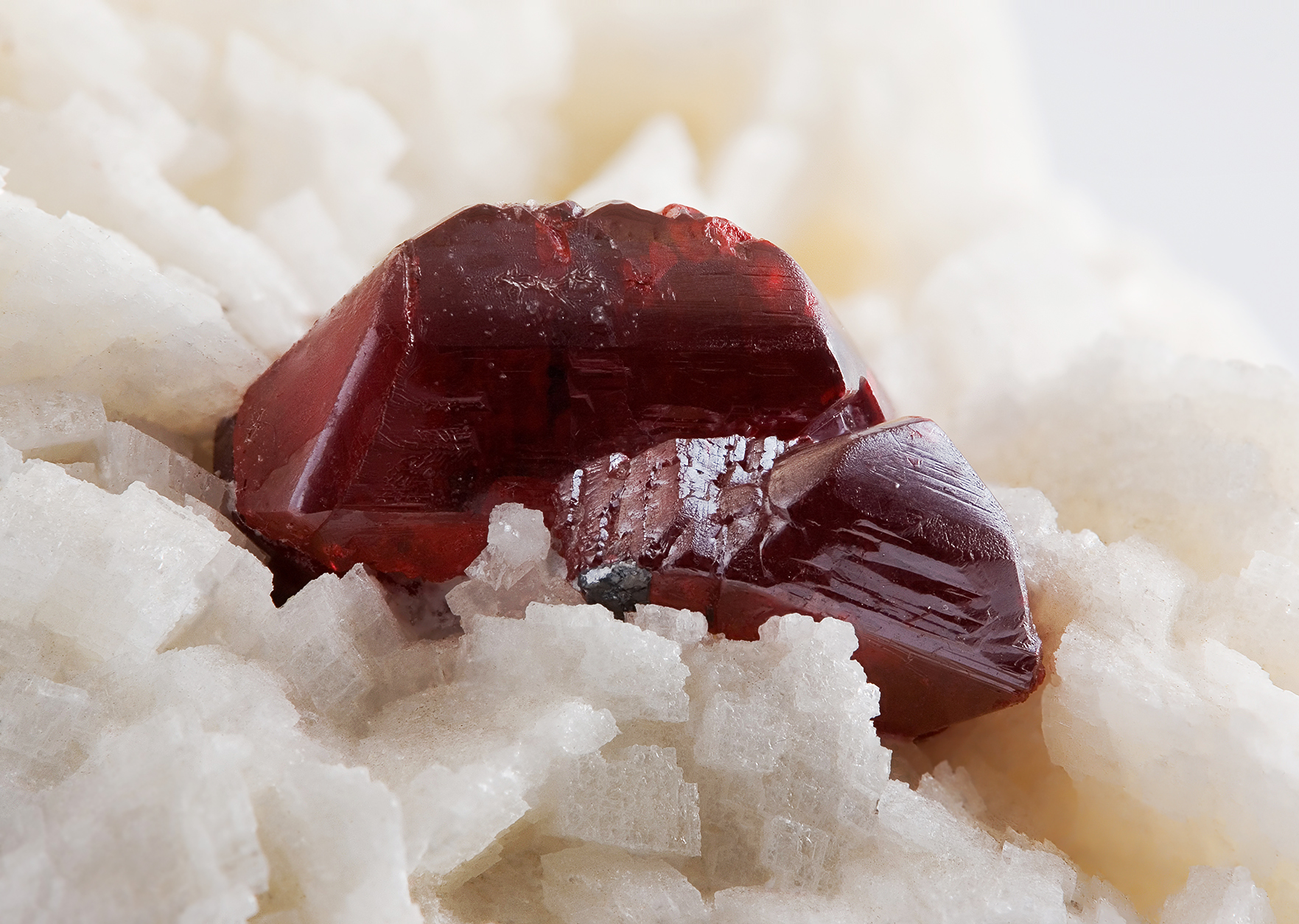
الزنجفر في معدن الدولوميت.

الزِّنْجَفْر خام طبيعي هام للزئبق، وهو كبريتيد الزئبق الثنائي (HgS)، يتواجد في المناطق البركانية.
كان يسمى قديما زرقونا نظرا للونه الأحمر القاني.
ويعتبر الدكتور محمد كامل الجيولوجى بجامعه المنصورة الأوحد بجمورية مصر العربية الذى يستطيع تحديد هذه الخواص كونه باحث جيولوجى محاضر في جامعه إدنبرة 

## الخصائص والبناء

### الخصائص
يوجد الزنجفر عمومًا في شكل ضخم أو حُبيبي أو ترابي وهو قرمزي لامع إلى أحمر قرمزي في اللون. على الرغم من أنه يحدث أحيانًا في بلورات ذات بريق ألماسي غير معدني. إنه يشبه الكوارتز في تناسقه. يُظهر الانكسار، وله ثاني أعلى معامل انكسار من أي معدن. معامل الانكسار المتوسط هو 3.08 (أطوال موجية لضوء الصوديوم)، مقابل مؤشرات الماس وزرنيخيد الغاليوم غير المعدني، وهما 2.42 و 3.93 على التوالي. صلابة الزنجفر هي 2.0-2.5 على مقياس موس، وكثافته النوعية 8.1.

### البناء
من ناحية البناء، ينتمي الزنجفر إلى النظام البلوري السداسي. إنه يحدث على شكل بلورات موشورية مجدولة سميكة أو رفيعة أو حُبيبية إلى قشور ضخمة. تحدث التوأمة الكريستالية كتوائم تلامس بسيطة.
كبريتيد الزئبق الثنائي يتبنى هيكل الزنجفر الموصوف، وهيكل إضافي واحد، أي أنه ثنائي الشكل. الزنجفر هو الشكل الأكثر ثباتًا، وهو هيكل شبيه بهيكل أكسيد الزئبق الثنائي، يحتوي كل مركز زئبق على اثنين من روابط كبريتيد الزئبق الثنائي قصيرة (لكل 2.36 Å)، وأربعة اتصالات كبريتيد الزئبق الثنائي أطول (مع 3.10 و 3.10 و 3.30 و 3.30 فصل). بالإضافة إلى ذلك، عُثِر على كبريتيد الزئبق الثنائي في أسود متعدد الأشكال غير الزنجفر (ميتاسينابار (Metacinnabar)) الذي له بنية الزنكبلند (zincblende).

## التسمم
تنشأ الاحتياطات الحديثة المرتبطة باستخدام الزنجفر والتعامل معه من سمية مكون الزئبق، والذي حصل التعرف عليه في وقت مبكر في روما القديمة. بسبب محتواه من الزئبق، يمكن أن يكون الزنجفر سامًا للبشر. يعتبر التعرض المفرط للزئبق (التسمم بالزئبق) مرضًا مهنيًا لدى الرومان القدماء. على الرغم من أن الناس في أمريكا الجنوبية القديمة غالبًا ما يستخدمون الزنجفر في الفن، أو يعالجونه في الزئبق المكرر (كوسيلة لتذهيب الفضة والذهب إلى الأشياء)، فإن الخصائص السامة للزئبق كانت معروفة جيدًا. لقد كان خطيرًا على أولئك الذين قاموا بتعدين ومعالجة الزنجفر، تسبب في اهتزاز وفقدان الإحساس والموت. تشير البيانات إلى أن الزئبق تم تقطيره من الزنجفر وتعرَّض العمّال لأبخرة الزئبق السامة. التعدين في مناجم الزنجفر الأسباني في المادين، 225 كم (140 ميل) جنوب غرب مدريد، كان يُنظر إليه على أنه أقرب إلى حكم الإعدام بسبب قصر متوسط العمر المتوقع لعمال المناجم، الذين كانوا عبيدًا أو مُدانين.

## اسم المعدن
أصل التسمية الأقرب هو الكلمة اليونانية (باليونانية: κιννάβαρι)‏ «كينّاباري» (kinnabari)، والذي أطلق الاسم هو العالم الإغريقي «ثاوفرسطس».